# Croton sepalinus
Espèce
Croton sepalinus est une espèce de plantes à fleurs du genre Croton et de la famille des Euphorbiaceae, présente en Thaïlande.
Il a pour synonyme :
- Croton argyratus var. microcarpus, Gagnep., 1925